# Watauga (Tennessee)
Watauga is een plaats (city) in de Amerikaanse staat Tennessee, en valt bestuurlijk gezien onder Carter County en Washington County.

## Demografie
Bij de volkstelling in 2000 werd het aantal inwoners vastgesteld op 403.
In 2006 is het aantal inwoners door het United States Census Bureau geschat op 428, een stijging van 25 (6.2%).

## Geografie
Volgens het United States Census Bureau beslaat de plaats een oppervlakte van
2,0 km², waarvan 1,9 km² land en 0,1 km² water.

## Plaatsen in de nabije omgeving
De onderstaande figuur toont nabijgelegen plaatsen in een straal van 12 km rond Watauga.